# Nécropole nationale d'Assevent
Pour un article plus général, voir Sites funéraires et mémoriels de la Première Guerre mondiale (Front Ouest).
La nécropole nationale d'Assevent est un cimetière militaire franco-allemand de la commune d'Assevent dans le département du Nord, en France. Elle abrite la sépulture de 1 819 militaires qui sont morts pendant la Première Guerre mondiale.

## Histoire
La nécropole a été créée en 1916 à la demande de l'occupant allemand pour offrir une sépulture décente à tous les soldats tombés lors du siège de la place de Maubeuge en août 1914. 
La forteresse de Maubeuge occupa une position stratégique à proximité de la frontière belge, à l'intersection des lignes de chemin de fer reliant Bruxelles et Liège à Paris. est assiégée. La ville est remise aux Allemands qui l'occupent pendant quatre ans. Cependant, de nombreux corps de soldats tombés au combat sont restés sous les décombres où l’on procède à des fouilles temporaires. 
En février 1916, des personnes trouvèrent encore des corps lors du déblayage des débris des forts. Le gouvernement allemand décida donc de créer un cimetière militaire honoraire à Assevent, proche de Maubeuge. En mars 1916, le site, qui était une extension du cimetière communal, est achevé et les tombes sont transférées dans le nouveau cimetière. Le 20 octobre 1916, la nécropole est inaugurée.
Il a été réaménagé en 1923-1926, par l’architecte allemand Tischler, avec le transfert de dépouilles provenant d'autres lieux du département du Nord.

## Caractéristiques
Le cimetière militaire d'Assevent est composé de tombes de soldats de plusieurs nationalités : 
- 1 147 dépouilles de soldats français décédés, dont 487 dans un ossuaire ;
- 399 Allemands dont 342 en ossuaire ;
- 260 Russes, dont 200 en ossuaire ;
- 12 Roumains ;
- 7 Britanniques, dont 4 ont été identifiés ;
- 1 Belge[2].

La nécropole est un espace arboré dessiné par C. J. Mangner (1885-1957), qui aménagea également les cimetières de Saint-Quentin et du Sourd dans le département de l'Aisne. Elle fut agrandie dans les années 1920 et 1970.
Da part est d'autre de l'allée centrale dallée, sont inhumés à droite, les soldats français, à gauche les soldats allemands. Au bout de l'allée centrale, a été érigé un monument commémoratif sous la forme dun petit temple grec qui abrite une statue qui représente une victime offerte aux dieux une inscription en latin y a été gravée : Mortuis Immortalibus (aux morts immortels). Le prince de Saxe-Meiningen, petit-neveu du Kaiser repose dans le cimetière.
En septembre 2023, le cimetière fait partie des 139 sites mémoriels et funéraires de la Première Guerre mondiale inscrits au patrimoine mondial lors de la 45e session du Comité du patrimoine mondial.